# O'NO 99

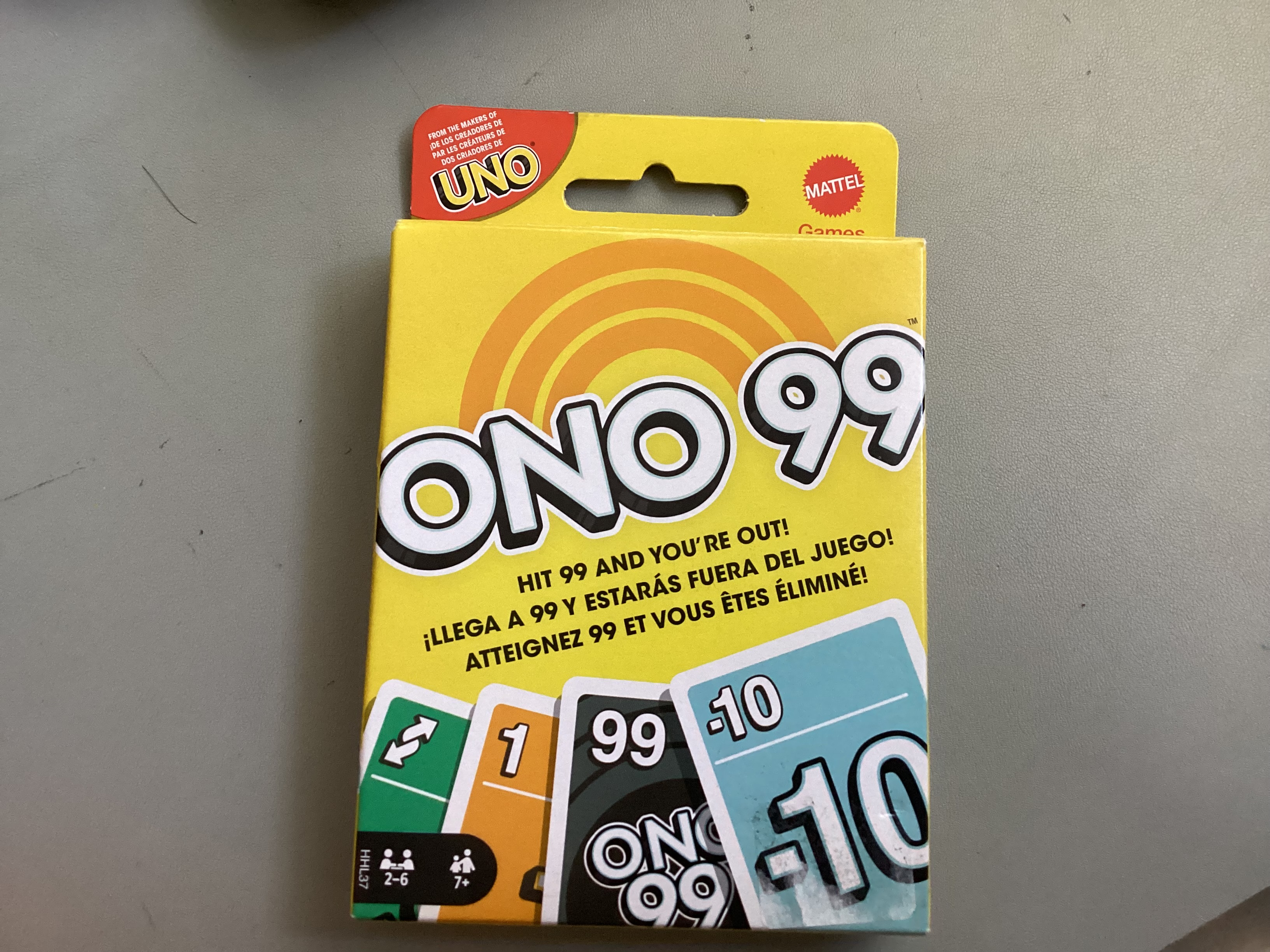
Caja de ONO 99

O'NO 99 es un juego de cartas patentado anteriormente producido por International Games, Inc. y basado en el juego de cartas de dominio público 99, pero que se juega con una baraja única de 54 cartas. El objetivo del juego es jugar cartas numeradas del 2 al 10, evitando ser el jugador que lleva la suma de cartas jugadas a 99 o más. Similar al juego Uno, O'NO 99 tiene cartas especiales como Reverse, Hold y Double Play que pueden alterar el juego.

## Jugabilidad
Pueden participar hasta ocho jugadores. Cada jugador elige una carta del mazo y el jugador que saca la carta con el número más alto es el curpier. Luego, esta persona reparte cuatro cartas a cada jugador y coloca el resto del mazo boca abajo el centro de la mesa. El jugador a la izquierda del crupier comienza la mano jugando una carta numerada boca arriba en el centro de la mesa y anuncia el número. Luego deben sacar inmediatamente la carta superior del mazo. Cada jugador subsiguiente hace lo mismo, anunciando un nuevo total sumando el valor de su carta al total del jugador anterior. El juego continúa en el sentido de las agujas del reloj alrededor de la mesa hasta que un jugador hace que el total alcance o supere 99; ese jugador pierde inmediatamente la mano.
Además de las cartas numeradas del 2 al 10, hay cinco tipos especiales de cartas en la baraja, que pueden usarse para atacar a los oponentes o beneficiar al jugador que las usa.
- Minus 10: resta 10 puntos. Se permiten totales negativos; por ejemplo, si se juega un Menos 10 cuando el total es 6, el siguiente jugador enfrenta un total de -4.
- Hold: deja el total intacto.
- Reverse: no afecta el total e invierte la dirección de juego (en sentido horario a antihorario y viceversa). Si solo hay dos jugadores en el juego, tiene el mismo efecto que un Hold.
- Double Play: no afecta el total y obliga al siguiente jugador en secuencia a tomar dos turnos completos. Ese jugador puede usar inmediatamente Hold o Reverse para forzar al jugador que lo sigue a jugar dos veces en su lugar. Un jugador al que se le requiera hacer un Double Play puede usar una carta Double Play en el segundo turno, pero en el primero.
- O'NO 99: Inmediatamente aumenta el total a 99, lo que hace que el jugador que lo usa pierda la mano. Normalmente, esta carta simplemente ocupa espacio en la mano de un jugador; sin embargo, dado que hay cuatro de estas cartas en la baraja, es posible que un jugador acabe con todas ellas y pierda la mano en su próximo turno.

Si un jugador deja una carta, pero no puede robar una antes de que el siguiente jugador de la secuencia complete su propio turno, no se le permite reemplazar la carta que falta. Un jugador tan afectado puede estar potencialmente en una gran desventaja, especialmente si tiene una o más cartas de O'NO 99. El jugador puede corregir lo,correcto, robando una carta antes de que el siguiente jugador de la secuencia complete un turno.
Cada jugador recibe tres fichas al comienzo del juego y debe entregar una al perder una mano; un jugador que pierde una mano sin fichas restantes queda fuera del juego. El último jugador restante es el ganador.
- Datos: Q7071879